# Esta es la historia de un amor (canción de Mecano)
«Esta es la historia de un amor» es la canción acompañante o lo que es lo mismo, la Cara B del sencillo “Ay qué pesado”, primer sencillo que se extrae del álbum “Entre el cielo y el suelo” para la promoción en la radio. Este tema es una composición de I. Cano.
La canción en sí tiene cierta atmósfera que bien sería difícil de enmarcar dentro de un estilo de música definido como lo sería el decir que es un tecno-pop a raja tablas, pero como en muchas entrevistas donde han declarado Mecano, su estilo (el del grupo) es precisamente el no tener estilo.
Se podría decir en líneas generales que es una canción en ritmo de balada que evoluciona a mitad de la canción hacía un medio-tiempo. La atmósfera sonora está ambientada básicamente en el uso diferentes “velos” o capas de niveles de teclados, sin mucha pretensión de llamar la atención; esto, acompañado de la percusión de una batería acústica. 
A nivel de la lírica de la canción: muy poca letra en lo que narra la canción; apoyándose —para hacer el tema más largo— en la repetición algunas de las estrofas a manera de estribillo, que no lo son per se… al menos, así no se siente cuando se lee el librito con la letra de la canción que viene dentro del CD.
En el puente musical hay unas florituras vocales (sonidos que no quieren decir nada) y remata la canción con una coda larga, muy típico esto en las canciones compuestas por Nacho Cano.
- Se incluye aquí parte de la letra de la canción a manera de información sobre un aspecto de la misma:

La canción —a grandes rasgos— habla de un hombre que enloquece por causa del amor, al tratar de demostrar a su amada lo mucho que la quiere haciendo gala de todo tipo de obsequios y detalles  (“Todas las flores que le puede comprar / todas las noches sin final…"); esto acompañado a su vez de una vida cargada en excesos y vicios (“Noches de fiesta por toda la ciudad / no se cansaba de bailar…”).